# Thamnophis melanogaster
Thamnophis melanogaster är en ormart som beskrevs av Wiegmann 1830. Thamnophis melanogaster ingår i släktet strumpebandssnokar, och familjen snokar. Inga underarter finns listade i Catalogue of Life.
Denna orm har en större population i centrala Mexiko och en liten avskild population i sydvästra Chihuahua. Arten lever i bergstrakter mellan 1100 och 2600 meter över havet. Individerna vistas i lövfällande skogar. De simmar ofta i vattendrag och i dammar. Honor lägger inga ägg utan föder levande ungar.
Beståndet hotas av vattenföroreningar. Thamnophis melanogaster har blivit sällsynt. IUCN kategoriserar arten globalt som starkt hotad.